# Valensole (tổng)
Tổng Valensole là một tổng ở tỉnh Alpes-de-Haute-Provence trong vùng Provence-Alpes-Côte d'Azur.
Tổng này được tổ chức xung quanh Valensole ở quận Digne-les-Bains. Độ cao từ 268 m (Gréoux-les-Bains) đến 690 m (Brunet) với độ cao trung bình là 500 m.

## Hành chính
| Giai đoạn | Ủy viên          | Đảng | Tư cách |
| --------- | ---------------- | ---- | ------- |
| 2004-2010 | Maurice Chaspoul | PS   |         |

## Các đơn vị hành chính
Tổng Valensole gồm 4 xã với dân số 4 876 người (điều tra năm 1999, dân số không tính trùng)
| Xã                     | Dân số | Mã bưu chính | Mã insee |
| ---------------------- | ------ | ------------ | -------- |
| Brunet                 | 218    | 04210        | 04035    |
| Gréoux-les-Bains       | 1 921  | 04800        | 04094    |
| Saint-Martin-de-Brômes | 403    | 04800        | 04189    |
| Valensole              | 2 334  | 04210        | 04230    |

## Thông tin nhân khẩu
| 1962                                                     | 1968  | 1975  | 1982  | 1990  | 1999  |
| -------------------------------------------------------- | ----- | ----- | ----- | ----- | ----- |
| 3 100                                                    | 3 381 | 3 451 | 4 081 | 4 421 | 4 876 |
| Nombre retenu à partir de 1962 : dân số không tính trùng |       |       |       |       |       |